# Pimpinella
Pimpinella eller pimpinell kan som namn syfta på flera olika växter. Det är dels ett vetenskapligt namn på ett växtsläkte, dels folkligt namn på flera växter ur familjerna rosväxter och flockblommiga växter. Rötterna har använts för att krydda vin, och namnet har använts även för det vin som blivit smaksatt på detta vis. Denna användning finns återgiven i flera av Carl Michael Bellmans verk.

## Olika växter

### Rosväxter
- Pimpinell, Sanguisorba minor. Se: Pimpinell
- Sanguisorba officinalis, Pimpinell, Pimpernell, Bibernell eller Pimpinella italica. Se: Blodtopp

### Flockblommiga växter
- Pimpinella saxifraga, bockrot eller backanis. Se: Bockrot
- Pimpinella anisum, Anis. Se: Anis

## Bellman och pimpinella
Hos Bellman förekommer Pimpinella i flera av Fredmans epistlar. Här citeras några. (Observera att stavningen är Bellmans egen.)

### Ep. 63 Diktad midt i veckan
Pimpinella Mor Maja häller
Uti glas och krus.

### Ep. 82 Efter Oförmodade Afsked, förkunnadt vid Ulla Winblads Frukost en sommar-morgon i det gröna
Hvila vid denna källa,
Vår lilla Frukost vi framställa;
Rödt Vin med Pimpinella a)
Och en nyss skuten Beccasin.

––––––––––

a) En vanlig felcitering är "Rött vin och Pimpinella." Det korrekta med antyder att det är en tillsats för smakförbättring. Det är roten av Sanguisorba minor, som avses